# Jamaikanische Fußballnationalmannschaft
Die jamaikanische Fußballnationalmannschaft, auch The Reggae Boyz genannt, ist die Auswahlmannschaft der Jamaica Football Federation, dem Fußballverband des karibischen Inselstaates Jamaika.
Jamaika qualifizierte sich 1998 erstmals für eine Weltmeisterschaft. In Frankreich schied das Team Jamaikas bereits in der Vorrunde aus.
Im Jahr 2015 erreichte Jamaika als erste Mannschaft aus der Karibik das Finale des CONCACAF Gold Cups. Im Finale unterlag Jamaika der Mannschaft Mexikos mit 1:3, jedoch wurde die Finalteilnahme für die jamaikanische Fußballgeschichte als ähnlich bedeutsames Ereignis wie die Qualifikation zur Weltmeisterschaft 1998 bezeichnet.
Darüber hinaus gewann Jamaika die Fußball-Karibikmeisterschaft in den Jahren 1991, 1998, 2005, 2008, 2010 und 2014.
Bei der CONCACAF Nations League 2023/24 wurde Jamaika Dritter.

## WM-Qualifikation
Im Rahmen der Qualifikation zur Fußball-Weltmeisterschaft 2010 in Südafrika traf das Team in der zweiten Runde der CONCACAF-Zone auf die Bahamas. Mit einem Gesamtscore von 13:0 konnte es sich für die dritte Runde qualifizieren, in der Jamaika auf Mexiko, Honduras und Kanada traf. Trotz Siegen gegen alle drei Gegner scheiterte die Mannschaft am Ende aufgrund der um drei Treffer schlechteren Tordifferenz gegenüber Mexiko.
Bei der Qualifikation zur Fußball-Weltmeisterschaft 2014 erreichte Jamaika die finale Gruppenphase. Dort hatten es The Reggae Boyz mit Costa Rica, Honduras, Mexiko, Panama sowie der Auswahl der USA zu tun und scheiterten als Tabellenletzter.

## Turniere

### Weltmeisterschaft
| 1930 in Uruguay        | nicht teilgenommen |
| 1934 in Italien        | nicht teilgenommen |
| 1938 in Frankreich     | nicht teilgenommen |
| 1950 in Brasilien      | nicht teilgenommen |
| 1954 in der Schweiz    | nicht teilgenommen |
| 1958 in Schweden       | nicht teilgenommen |
| 1962 in Chile          | nicht teilgenommen |
| 1966 in England        | nicht qualifiziert |
| 1970 in Mexiko         | nicht qualifiziert |
| 1974 in Deutschland    | zurückgezogen      |
| 1978 in Argentinien    | nicht qualifiziert |
| 1982 in Spanien        | nicht teilgenommen |
| 1986 in Mexiko         | ausgeschlossen     |
| 1990 in Italien        | nicht qualifiziert |
| 1994 in den USA        | nicht qualifiziert |
| 1998 in Frankreich     | Vorrunde           |
| 2002 in Südkorea/Japan | nicht qualifiziert |
| 2006 in Deutschland    | nicht qualifiziert |
| 2010 in Südafrika      | nicht qualifiziert |
| 2014 in Brasilien      | nicht qualifiziert |
| 2018 in Russland       | nicht qualifiziert |
| 2022 in Katar          | nicht qualifiziert |

### CONCACAF Meisterschaft

#### CONCACAF-Nations-Cup
Ab 1973 diente das Turnier auch als WM-Qualifikation.
- 1963 – Vorrunde
- 1965 – nicht teilgenommen
- 1967 – nicht qualifiziert
- 1969 – 6. Platz
- 1971 – nicht qualifiziert
- 1973 – zurückgezogen
- 1977 – nicht qualifiziert
- 1981 – nicht teilgenommen
- 1985 – zurückgezogen
- 1989 – nicht qualifiziert

#### CONCACAF Gold Cup
- 1991 – Vorrunde
- 1993 – Dritter
- 1996 – nicht qualifiziert
- 1998 – Vierter
- 2000 – Vorrunde
- 2002 – nicht qualifiziert
- 2003 – Viertelfinale
- 2005 – Viertelfinale
- 2007 – nicht qualifiziert
- 2009 – Vorrunde
- 2011 – Viertelfinale
- 2013 – nicht qualifiziert
- 2015 – 2. Platz
- 2017 – 2. Platz
- 2019 – Halbfinale
- 2021 – Viertelfinale
- 2023 – Halbfinale
- 2025 – Vorrunde

### Karibikmeisterschaft
- 1989 – nicht qualifiziert
- 1990 – zurückgezogen
- 1991 – Karibikmeister
- 1992 – 2. Platz
- 1993 – 2. Platz
- 1994 – nicht qualifiziert
- 1995 – Vorrunde
- 1996 – Vorrunde
- 1997 – 3. Platz
- 1998 – Karibikmeister
- 1999 – 3. Platz
- 2001 – Vorrunde
- 2005 – Karibikmeister
- 2007 – nicht qualifiziert
- 2008 – Karibikmeister
- 2010 – Karibikmeister
- 2012 – Endrunde
- 2014 – Karibikmeister
- 2017 – 2. Platz

### CONCACAF Nations League
- 2024 – 3. Platz

### Copa América
- 2015 – Vorrunde
- 2016 – Vorrunde (Copa América Centenario)

## Rekordspieler
(Stand: 18. November 2024)
| Rekordspieler | Rekordspieler     | Rekordspieler     | Rekordspieler | Rekordspieler |
| Spiele        | Spieler           | Position          | Zeitraum      | Tore          |
| ------------- | ----------------- | ----------------- | ------------- | ------------- |
| 128 (125)     | Ian Goodison      | Abwehr            | 1996–2009     | 10            |
| 127 (124)     | Linval Dixon      | Abwehr            | 1993–2003     | 3             |
| 120 (116)     | Theodore Whitmore | Mittelfeld        | 1993–2004     | 24            |
| 111 (108)     | Ricardo Gardner   | Abwehr/Mittelfeld | 1997–2012     | 9             |
| 108 (102)     | Warren Barrett    | Tor               | 1990–2000     | 0             |
| 107 (<100)    | Andy Williams     | Mittelfeld        | 1997–2008     | 22 (21)       |
| 102 (<100)    | Durrant Brown     | Abwehr            | 1992–1998     | 0             |
| 101 (95)      | Jermaine Taylor   | Abwehr            | 2004–2017     | 0             |
| 100 (96)      | Donovan Ricketts  | Tor               | 1999–2014     | 0             |
| 95 (93)       | Je-Vaughn Watson  | Mittelfeld        | 2008-         | 4             |
| 88 (85)       | Rudolph Austin    | Mittelfeld        | 2004–2016     | 7             |
| 88 (83)       | Fabian Davis      | Abwehr/Mittelfeld | 1995–2007     | 6             |
| 85 (84)       | Christopher Dawes | Abwehr/Mittelfeld | 1995–2001     | 1             |
| 84 (79)       | Tyrone Marshall   | Abwehr            | 2000–2010     | 5             |

Quelle: rsssf.org
1. ↑  Inkl. Spiele und Tore gegen Französisch-Guyana, Guadeloupe, Martinique, Saint Martin und Sint Maarten, die zwar Mitglied der CONCACAF aber nicht Mitglied der FIFA sind und daher von der FIFA nicht berücksichtigt werden. (Von der FIFA anerkannte Spiele und Tore in Klammern, wenn abweichend.)

## Bekannte Spieler
- Deon Burton
- Alan Cole
- Robbie Earle (Schütze des 1. WM-Tores für Jamaika)
- Jason Euell
- Daniel Gordon (Bundesliga-Spieler)
- Stephen Malcolm
- Damani Ralph
- Frank Sinclair
- Shavar Thomas
- Craig Ziadie

## Trainer
- Otmar Calder (1978–1979)
- Carl Brown (1990–1994)
- René Simões (1994–2000)
- Sebastião Lazaroni (2000)
- Clovis de Oliveira (2000–2001)
- Carl Brown (2001–2004)
- Sebastião Lazaroni (2004)
- Wendell Downswell (2004–2006)
- Carl Brown (2006)
- Bora Milutinović (2006–2007)
- Theodore Whitmore (2007)
- René Simões (2008)
- Theodore Whitmore (2008)
- John Barnes (2008–2009)
- Theodore Whitmore (2009–2013)
- Winfried Schäfer (2013–2016)
- Theodore Whitmore (2016–2021)
- Paul Hall (2021–2022)
- Merron Gordon (2022)
- Heimir Hallgrímsson (2022–2024)
- Steve McClaren (2024–    )

## Länderspiele gegen deutschsprachige Fußballnationalmannschaften
|    | Datum      | Ort                | Heimmannschaft | Resultat | Gastmannschaft |
| -- | ---------- | ------------------ | -------------- | -------- | -------------- |
| 1. | 22.03.2007 | Fort Lauderdale () | Jamaika        | 0:2      | Schweiz        |
| 2. | 30.05.2014 | Luzern             | Schweiz        | 1:0      | Jamaika        |

Bisher gab es keine Spiele gegen Deutschland, Österreich, Liechtenstein und Luxemburg.